# Văn phòng Bộ Quốc phòng (Việt Nam)
Văn phòng Quân ủy Trung ương - Văn phòng Bộ Quốc phòng trực thuộc Bộ Quốc phòng Việt Nam là cơ quan tham mưu, giúp việc cho Quân ủy Trung ương và Bộ Quốc phòng Việt Nam.
- Ngày thành lập: ngày 25 tháng 3 năm 1946
- Trụ sở: Số 5, Nguyễn Tri Phương, Ba Đình, Hà Nội

## Nhiệm vụ
- Thực hiện chức năng tham mưu tổng hợp về chương trình, kế hoạch công tác và phục vụ hoạt động của Bộ Quốc phòng; kiểm soát thủ tục hành chính theo quy định của pháp luật; giúp Bộ trưởng tổng hợp, theo dõi, đôn đốc các tổ chức, đơn vị thuộc Bộ thực hiện chương trình, kế hoạch công tác của Bộ đã được phê duyệt.
- Thực hiện công tác hành chính, văn thư, lưu trữ, quản lý cơ sở vật chất, kỹ thuật, tài sản, kinh phí hoạt động, bảo đảm phương tiện, điều kiện làm việc; phục vụ chung cho hoạt động của Bộ và công tác quản trị nội bộ; thực hiện các nhiệm vụ khác do pháp luật quy định hoặc do Bộ trưởng giao.

## Lãnh đạo hiện nay
- Chánh Văn phòng:  Trung tướng Nguyễn Viết Tuyên
- Phó chánh Văn phòng: Thiếu tướng Nguyễn Văn Chính
- Phó chánh Văn phòng: Thiếu tướng Lê Văn Thuận
- Phó chánh Văn phòng: Đại tá Nguyễn Đức Hải

- Tổ chức Đảng

Từ năm 2006 thực hiện chế độ Chính ủy, Chính trị viên trong Quân đội. Tổ chức Đảng bộ trong Văn phòng Bộ Quốc phòng theo phân cấp như sau:
- Đảng bộ Văn phòng Bộ Quốc phòng là cao nhất.
- Chi bộ các cơ quan đơn vị trực thuộc Văn phòng Bộ Quốc phòng

## Tổ chức chính quyền
- Phòng Hành chính
- Phòng Tổng hợp Bảo đảm
- Phòng Nghiên cứu Tổng hợp
- Phòng Bảo mật Lưu trữ
- Phòng Đối ngoại
- Phòng Nghiên cứu Cải cách hành chính
- Trung tâm Lưu trữ Bộ Quốc phòng
- Ban Công nghệ Thông tin
- Cổng Thông tin điện tử Bộ Quốc phòng
- Kiểm toán Bộ Quốc phòng
- Vụ Pháp chế Bộ Quốc phòng

## Khen thưởng[3]
- Danh hiệu Anh hùng Lực lượng Vũ trang nhân dân Kháng chiến chống Mỹ cứu nước.
- 01 Huân chương Hồ Chí Minh
- 02 Huân chương Quân công Hạng nhất
- 02 Huân chương Chiến công Hạng nhì và Hạng ba
- 01 Huân chương Bảo vệ Tổ quốc hạng ba
- 02 Huân chương Lao động hạng ba về công tác bảo mật lưu trữ

## Chánh Văn phòng qua các thời kỳ
- 27/3/1946-, Phạm Thanh Vinh, Luật khoa Cử nhân[4]
- -2.1949, Lê Trọng Nghĩa[5], Đại tá
- 2.1949-9.1949, Nguyễn Thương[5]
- 9.1949-, Đỗ Đức Kiên[6]
- 1969-1974, Đỗ Trình, Trung tướng (1982)
- Trần Quang Khánh, Trung tướng[7]
- 2002-2011, Nguyễn Thế Lực, Trung tướng (2008)
- 2011-2017, Vũ Văn Hiển, Trung tướng (2014)
- 2017-3.2020, Nguyễn Văn Bổng, Trung tướng (2019)[8], sau làm Chính ủy Quân chủng Hải quân
- 3.2020-nay, Phạm Đức Duyên, Trung tướng (2020), hiện là Chính ủy Quân khu 2

- 2021-nay, Nguyễn Viết Tuyên, Thiếu tướng (2021).

## Phó Chánh Văn phòng qua các thời kỳ
- 6/1950-, Nguyễn Tri Phương (tức Võ Hồng Cương) giữ chức Phó Đổng lý Văn phòng
- 1951-1964, Nguyễn Văn Thanh, Thiếu tướng (1974)
- -2012, Võ Mai Nhân, Đại tá
- 2007-2016, Ngô Quang Liên, Thiếu tướng (2008), nguyên Trợ lý Bộ trưởng Bộ Quốc phòng[9]
- 2009-2013, Nguyễn Công Sơn, Thiếu tướng (2010)
- 2011-2020, Nguyễn Xuân Nghị, Thiếu tướng (2016)[10]
- 2013-2019, Hoàng Văn Sâm, Thiếu tướng (2015)
- 2013-nay, Hàn Mạnh Thắng, Thiếu tướng (2018), kiêm Vụ trưởng Vụ Pháp chế, Bộ Quốc phòng
- 2016-6.2020, Bùi Quốc Oai, Thiếu tướng[11], nguyên Chính ủy Sư đoàn 312, Quân đoàn 1
- 2019-nay, Nguyễn Văn Chính, Thiếu tướng
- 2020-nay, Lê Văn Thuận, Thiếu tướng